# Indianola (Washington)
Indianola és una concentració de població designada pel cens dels Estats Units a l'estat de Washington. Segons el cens del 2000 tenia 3.026 habitants.

## Demografia
Segons el cens del 2000, Indianola tenia 3.026 habitants, 1.140 habitatges, i 855 famílies. La densitat de població era de 240,9 habitants per km².
Dels 1.140 habitatges en un 40,4% hi vivien nens de menys de 18 anys, en un 62,9% hi vivien parelles casades, en un 8,8% dones solteres, i en un 25% no eren unitats familiars. En el 19% dels habitatges hi vivien persones soles el 4,3% de les quals corresponia a persones de 65 anys o més que vivien soles. El nombre mitjà de persones vivint en cada habitatge era de 2,65 i el nombre mitjà de persones que vivien en cada família era de 3,04.
Per edats la població es repartia de la següent manera: un 29,6% tenia menys de 18 anys, un 5% entre 18 i 24, un 33,7% entre 25 i 44, un 24,1% de 45 a 60 i un 7,5% 65 anys o més.
L'edat mediana era de 36 anys. Per cada 100 dones de 18 o més anys hi havia 97,2 homes.
La renda mediana per habitatge era de 52.852 $ i la renda mediana per família de 60.028 $. Els homes tenien una renda mediana de 43.633 $ mentre que les dones 30.208 $. La renda per capita de la població era de 22.895 $. Aproximadament el 3,2% de les famílies i el 5,3% de la població estaven per davall del llindar de pobresa.

## Poblacions més properes
El següent diagrama mostra les poblacions més properes.